# Storsjöbygden
Storsjöbygden er i Sverige betegnelsen på et kulturområde i det centrale Jämtland, beliggende omkring søen Storsjön.  Størstedelen af landskapets befolkning har altid boet i området, da jorden er frugtbar og meget velegnet til jordbrug.  Dele af Storsjöbygden er under svensk kulturmiljøbeskyttelse.

## Byer
| - Arvesund - Berg - Brunflo - Dvärsätt - Fillsta - Fåker - Glösa - Hackås | - Hallen - Hammarnäs - Hara - Krokom - Nälden - Marby - Marieby - Myrviken | - Myssjö - Månsåsen - Ope - Orrviken - Oviken - Sunne - Svenstavik - Trångsviken | - Vaplan - Vigge - Ytterån - Ås - Östersund |

## Øer
Til Storsjöbygden regnes alle øer i Storsjön, hvoraf de største er Andersön, Frösön, Norderön og 
Verkön.

## Ekstern henvisning
- Södra Storsjöbygdens turistkontor Arkiveret 11. oktober 2009 hos  Wayback Machine